# Judo als Jocs Olímpics d'estiu de 2016 - Competició -60 masculina

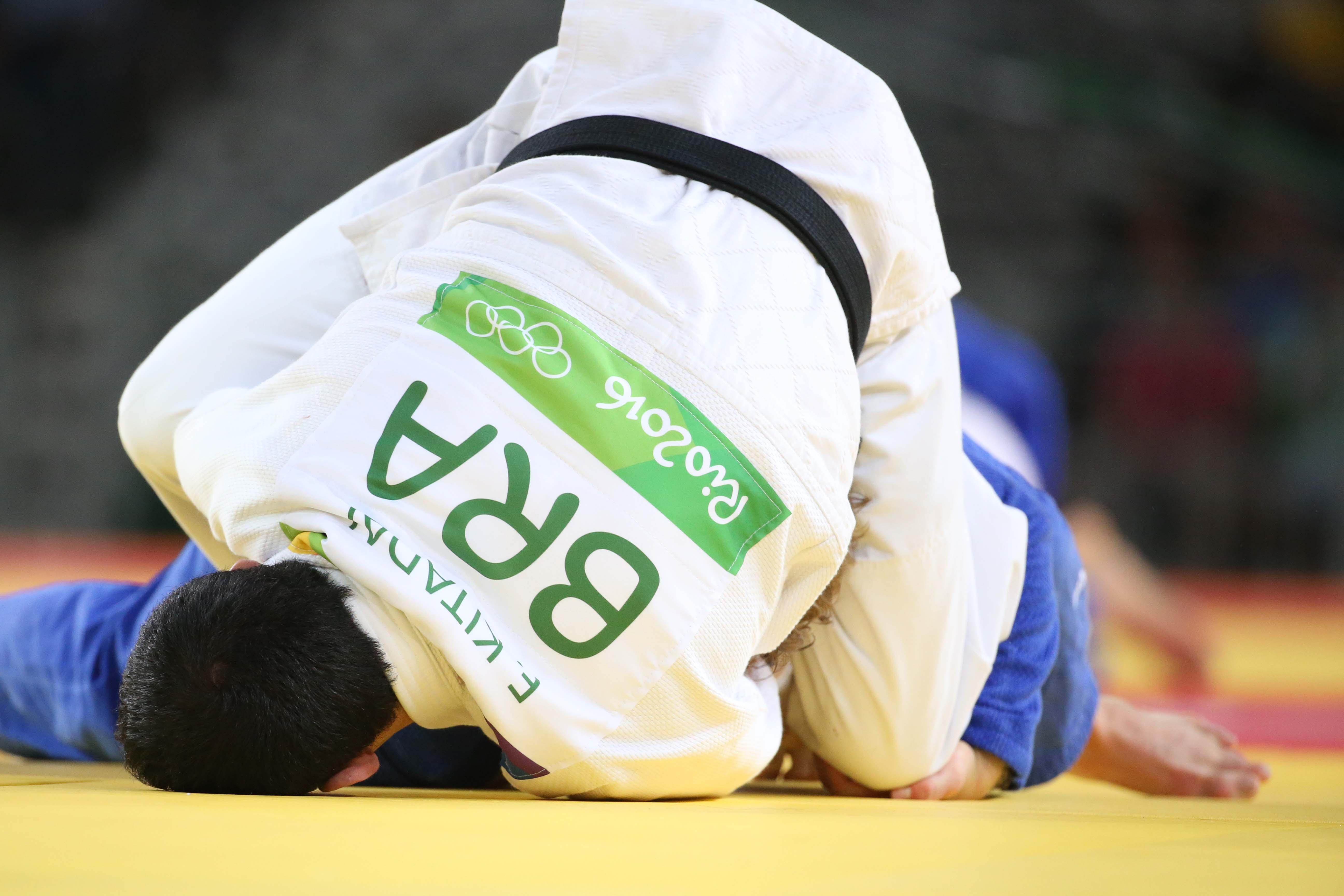
Competicions en judo als Jocs Olímpics 2016

La competició masculina de -60 kg de judo als Jocs Olímpics d'Estiu de 2016, celebrats a Rio de Janeiro, es van celebrar el 6 d'agost a l'Arena Carioca 2.
Les medalles d'or i argent van ser determinades mitjançant un torneig d'eliminació directe, amb el guanyador de la final aconseguint la medalla d'or, i el perdedor rebent la medalla d'argent. La competició de judo atorga dues medalles de bronze. Els perdedors dels quarts de final disputen una eliminatòria de repesca, els guanyadors de la qual s'enfronten amb els perdedors de les semifinals per una medalla de bronze (és a dir, els judokes derrotats en els quarts de final A i B competeixen entre ells, i el guanyador s'enfronta amb el perdedor de la semifinal de l'altra part del quadre).

## Resultats

### Finals
|  | Semifinals                | Semifinals          |     |  | Final                 | Final |  |
|  |                           |                     |     |  |                       |       |  |
|  |                           |                     |     |  |                       |       |  |
|  | Beslan Mudranov (RUS)     | 100                 |     |  |                       |       |  |
|  | Amiran Papinashvili (GEO) | 000                 |     |  |                       |       |  |
|  |                           |                     |     |  |                       |       |  |
|  |                           |                     |     |  |                       |       |  |
|  |                           |                     |     |  | Beslan Mudranov (RUS) | 010   |  |
|  |                           | Yeldos Smetov (KAZ) | 000 |  |                       |       |  |
|  |                           |                     |     |  |                       |       |  |
|  |                           |                     |     |  |                       |       |  |
|  |                           |                     |     |  |                       |       |  |
|  |                           |                     |     |  |                       |       |  |
|  | Orkhan Safarov (AZE)      | 000                 |     |  |                       |       |  |
|  | Yeldos Smetov (KAZ)       | 010                 |     |  |                       |       |  |

### Repesques
Plantilla:4TeamBracket-Compact-NoSeeds-Byes
Plantilla:4TeamBracket-Compact-NoSeeds-Byes

### Grup A
Plantilla:16TeamBracket-Compact-NoSeeds-Byes

### Grup B
Plantilla:16TeamBracket-Compact-NoSeeds-Byes

### Grup C
Plantilla:16TeamBracket-Compact-NoSeeds-Byes

### Grup D
Plantilla:16TeamBracket-Compact-NoSeeds-Byes